# Mark Ashton
Pour les articles homonymes, voir Ashton et Mark Ashton (homonymie).
Mark Christian Ashton (Oldham, 19 mai 1960 – Londres, 11 février 1987) est un militant des droits des homosexuels, membre du Parti communiste de Grande-Bretagne.

## Biographie
Mark Ashton grandit à Portrush (comté d'Antrim en Irlande du Nord). Il étudie à l'ancien Northern Ireland Hotel and Catering College (en) de Portrush, avant de déménager à Londres en 1978. Richard Coles écrit au sujet de cette période : « Mark a également travaillé pendant un certain temps comme barman au  Conservative Club à King’s Cross, ou, plutôt, comme une serveuse de bar, travesti, avec une perruque ruche blonde. Je ne fus jamais sûr si les clients ont compris qu'il était en réalité un homme » (« Mark also worked for a while as a barman at the Conservative Club in King’s Cross, or, rather, as a barmaid, in drag, with a blonde beehive wig. I was never sure if the patrons worked out that he was really a man »).
En 1982, il passe trois mois au Bangladesh pour rendre visite à ses parents, son père y travaillant dans l'industrie des machines textiles. Ce séjour dans un pays frappé par la famine et l’extrême pauvreté le marque profondément . À son retour, il se porte volontaire pour la permanence téléphonique London Lesbian and Gay Switchboard (en), il soutient la Campagne pour le désarmement nucléaire et rejoint la Ligue des jeunes communistes britanniques (en). En 1983, il apparaît dans le film du Lesbian and Gay Youth Video Project Framed Youth: The Revenge of the Teenage Perverts (en), un documentaire qui a remporté le Grierson Awards (en) 1984 du Meilleur documentaire.
Il forme, avec son ami Mike Jackson, le groupe de soutien Lesbians and Gays Support the Miners (LGSM), après avoir recueilli des dons pour les mineurs en grève à la marche Lesbian and Gay Pride de 1984 à Londres. Alors que le gouvernement envoie la nouvelle police anti-émeutes et les bobbies à cheval affronter les grévistes, Mark Ashton organise des concerts de charité, avec les groupes comme Bronski Beat de Jimmy Somerville. LGSM verse l’argent récolté aux mineurs.
Son militantisme contribue à sensibiliser la gauche britannique à la question des droits LGBT. En 1985, pour la première fois, le Parti travailliste met aux voix une motion défendant l’égalité des droits pour les personnes homosexuelles. C’est notamment le vote du syndicat des mineurs et de ses alliés qui permet son adoption.
Après LGSM, il s'implique dans le collectif Red Wedge (en) et devient secrétaire général de la Young Communist League de 1985 à 1986.
Diagnostiqué malade du sida, Mark est admis au Guy's Hospital le 30 janvier 1987 et meurt 12 jours plus tard d'une pneumocystose. L'annonce de sa mort provoque une vive émotion dans la communauté gay, présente lors de ses funérailles au cimetière de Lambeth (en),.

## Héritage moral

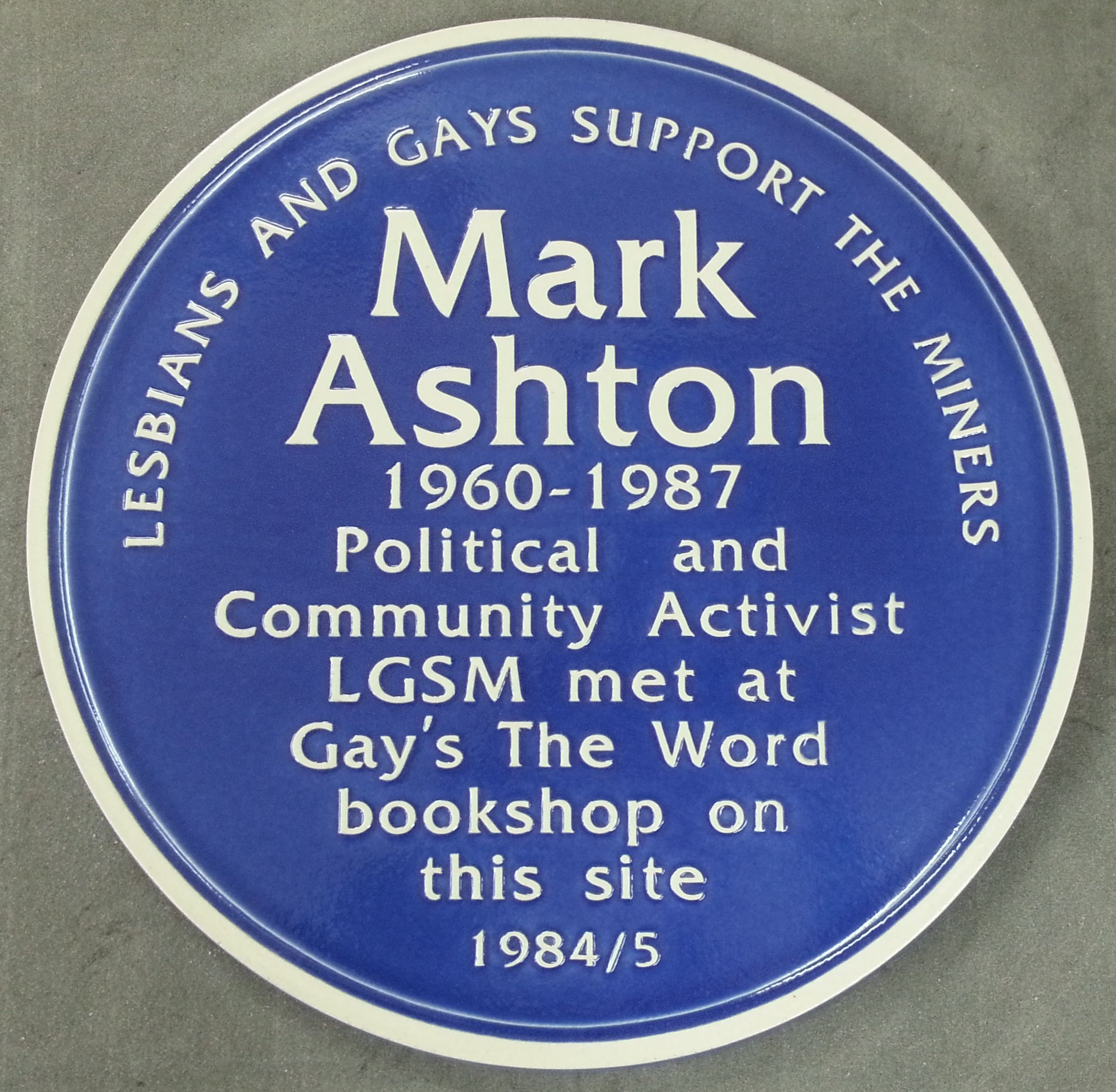
Plaque commémorative de la vie de Mark Ashton.

En sa mémoire, le Mark Ashton Trust a été créé pour recueillir des fonds pour les personnes atteintes du VIH, et, en 2007, il avait levé 20 000 £,. Depuis 2008, le Terrence Higgins Trust a inclus le Mark Ashton Red Ribbon Fund, qui avait recueilli, en 2015, plus de 21 000 £. Mark Ashton a également un panneau sur le Patchwork des noms , et une plaque, depuis mai 2014, à l'entrée du siège londonien du Terrence Higgins Trust.
La ballade For a Friend (en) dans l'album Red du duo britannique pop The Communards a été écrite en sa mémoire. Mark Ashton était un ami de Jimmy Somerville et Richard Coles. Mark Hooper dans The Rough Guide to Rock écrit que ce morceau pourrait être « l'instant le plus passionné » de Somerville. For a Friend atteint le 28e rang au hit-parade britannique.
Le film de Constantínos Giánnaris Jean Genet Is Dead (1989) est dédié à sa mémoire.
Les activités du groupe londonien des LGSM ont été mises en scène dans Pride, un film sorti en septembre 2014, dans lequel Mark est joué par Ben Schnetzer (nommé comme Meilleur acteur dans un second rôle aux British Independent Film Awards pour ce rôle). Le rôle d'Ashton dans les LGSM a été rappelé dans une série d'entretiens avec certains de ses autres membres préalablement à la sortie du film. Cependant, son adhésion à la Ligue des jeunes communistes n'a pas été mentionnée dans le film pour éviter d'indisposer le public américain.
Le 25 septembre 2018, le Conseil de Paris attribue au jardin jouxtant l’hôtel d'Angoulême Lamoignon la nouvelle dénomination de « jardin de l'Hôtel-Lamoignon - Mark Ashton », en sa mémoire,.
En juin 2021, le conseil du district de Causeway Coast and Glens répond favorablement à une pétition signée par près de 30 000 personnes pour l'érection d'un mémorial dans la ville de Portrush, dont il est originaire.